# Efraïm Langkous
Efraïm Langkous is de vader van Pippi Langkous, uit de kinderboekenserie van Astrid Lindgren. Wanneer zij in Villa Kakelbont komt wonen, is ze helemaal alleen, behalve haar dieren. Ze vertelt van haar vader dat hij dik, piratenhoofdman en negerkoning van Taka-Tukaland is. Bovendien is hij schatrijk, getuige de tas met goudstukken die Pippi heeft. Hoewel het een wat twijfelachtig verhaal is, duikt de dikke man inderdaad op. Later moet Pippi hem komen redden als hij gevangengenomen is.

## Trivia
- Lindgren baseerde de figuur Efraïm Langkous op een historisch persoon: Carl Petterson.
- In de oorspronkelijke Zweedse versie van het verhaal is Efraïm "negerkoning". In 2014 werd deze racistisch geachte titel veranderd in "koning".[1][2]